# نفت خام دبی
نفت خام دبی نفت خام ترش و سبک استخراج شده از دبی می‌باشد. بهای نفت خام دبی، به عنوان معیار یا مبدأ قیمت نفت خلیج فارس، مورد استفاده قرار می‌گیرد و دلیل استفاده از آن، در دسترس بودن این محصول برای خرید فوری، نسبت به انواع دیگر نفت‌های استخراج شده در خلیج فارس می‌باشد.
دو مبدأ یا معیار دیگر نشانگر قیمت نفت در صنعت نفت جهانی، نفت برنت و وست تگزاس اینترمیدیت است. بهای نفت خام دبی به‌طور کلی برای قیمت گذاری نفت خام صادر شده از منطقه خلیج فارس به آسیا استفاده می‌شود. شاخص دبی در امارات متحده عربی، با عنوان فاتح نیز، شناخته می‌شود.
نفت خام دبی، نفتی سبک است (البته نه به سبکی نفت برنت و وست تگزاس). غلظت آن، برابر ۳۱ درجه‌ای‌پی‌آی API (وزن مخصوص ۰٫۸۷۱) و گوگرد محلول در آن، معادل ۲٪ درصد از وزن آن می‌باشد.